# Valeri Perelesjin
Valeri Perelesjin (Russisch: Вале́рий Переле́шин), pseudoniem van Valeri Frantsevitsj Salatko-Petrisjtsje (Russisch: Вале́рий Фра́нцевич Сала́тко-Петри́ще) (Irkoetsk, 20 juli 1913 – Rio de Janeiro, 7 november 1992) was een Russisch-Braziliaans dichter en vertaler.

## Biografie
Perelesjin werd geboren in Irkoetsk, waar zijn vader diende als ambtenaar van de Siberische spoorwegen. Van 1920 tot 1939 verbleef hij in Harbin, het spoorwegknooppunt in Mantsjoerije dat na de beslechting van de Russische Burgeroorlog uitgroeide tot een ware Russische emigrantenstad. In Harbin leerde hij naast zijn studie rechten de Chinese taal. Daarnaast werd hij er in 1938 monnik in een Russisch-Orthodox klooster onder de naam German (Герман). In 1939 verhuisde hij naar Peking en begon hij te werken voor de Russisch-orthodoxe missie in China. In 1943 verhuisde hij naar in Shanghai, waar hij werkzaam was als tolk bij het Sovjet-persbureau TASS. Na een mislukte poging in 1950 om naar de Verenigde Staten te emigreren, vertrok hij in 1952 met zijn moeder naar Brazilië. Hier leerde hij Portugees. Hij was o.m. bibliothecaris bij de British Council in Rio de Janeiro. In 1983 verhuisde hij vandaar naar de buitenwijk Jacarepaguá. Hij stierf in 1992.
Vier keer heeft hij Brazilië verlaten: in 1973 bezocht hij Frankrijk en België, in 1974 nam hij deel aan een poëziefestival in Texas, in 1986 was hij in Nederland op uitnodiging van de Leidse Universiteit en in 1989 nam hij deel aan het festival Poetry International in Rotterdam. Het kwam toen niet tot een ontmoeting met Nobelprijswinnaar Joseph Brodsky die ook deelnam. Via zijn contact met de Nederlandse slavist Jan Paul Hinrichs schonk Perelesjin een deel van zijn archief, o.a. zijn correspondentie waaronder de talrijke uit Peking en Shanghai gestuurde brieven aan zijn in Harbin achtergebleven moeder, aan de Universiteitsbibliotheek van Leiden. Een ander deel van zijn archief bevindt zich in een bibliotheek van de Russische Academie van Wetenschappen in Moskou.

## Werk
Bij leven publiceerde Perelesjin dertien dichtbundels en een autobiografie in verzen. Ook vertaalde hij veel Chinese en Braziliaanse poëzie. Hij geldt als een meester van het sonnet. Ook is hij de auteur van memoires over het literaire leven van Russische emigranten in China. In 2018 verscheen zijn verzameld werk in Moskou (deel 3 is nog niet verschenen). Als Valério Pereliéchin publiceerde hij ook een dichtbundel in het Portugees en vertaalde hij in het Portugees de Alexandrijnse gezangen van Michail Koezmin. Perelesjin was net als Koezmin een homoseksuele dichter.

#### Poëzie
- V poeti [Op weg] (Harbin, 1937) = В пути: Стихи 1932—1937. — Харбин: Заря, 1937.
- Dobry oelej [De goede bijenkorf] (Harbin, 1939) = Добрый улей: 2-я кн. стихотворений. — Харбин: Изд-во В. В. Плотникова, 1939.
- Zvezda nad morem [De ster boven de zee] (Harbin, 1941) = Звезда над морем: 3-я кн. стихотворений. — Харбин: Заря, 1941.
- Zjertva [Offer] (Harbin, 1944) = Жертва: 4-я кн. стихотворений. — Харбин: Заря, 1944.
- Joezjny dom [Een huis in het zuiden] (München, 1968) = Южный дом: 5-я кн. стихотворений. — Мюнхен, 1968.
- Katsjel {De wip] (Frankfurt am Main, 1971) = Качель: 6-я кн. стихотворений. — Франкфурт-на-Майне: Посев, 1971.
- Zapovednik [Reservaat] (Frankfurt am Main, 1972) = Заповедник: 7-я кн. стихотворений. — Франкфурт-на-Майне: Посев, 1972.
- S gory Nevo [Vanaf de berg Nebo] (Frankfurt am Main, 1975) = С горы Нево: 8-я кн. стихотворений. — Франкфурт-на-Майне: Посев, 1975.
- Ariel [Ariel] (Frankfurt am Main, 1976) = Ариэль: 9-я кн. стихотворений. — Франкфурт-на-Майне: Посев, 1976.
- Tri rodiny [Drie vaderlanden] (Parijs, 1987) = Три родины: 10-я кн. стихотворений. — Париж: Альбатрос, 1987.
- Iz gloebiny vozzvach... [Uit de diepte heb ik geroepen] (Holyoke, 1987) = Изъ глубины воззвахъ… 11-й сб. стихотворений. — Холиок: Нью Ингланд Паблишинг К°, 1987.
- Dvoje – i snova odin? [Met z’n tweeën – en weer alleen?] (Holyoke, 1987) = Двое — и снова один? 12-й сб. стихотворений. — Холиок: Нью Ингланд Паблишинг К°, 1987.
- Vdogonkoe [Achterna] (Holyoke, 1988) = Вдогонку: 13-й сб. стихотворений. — Холиок: Нью Ингланд Паблишинг К°, 1988.
- Poema bez predmeta [Dichtwerk zonder onderwerp] (Holyoke, 1989) = Поэма без предмета / Под ред. и с предисл. С. Карлинского. — Холиок: Нью Ингланд Паблишинг К°, 1989.
- Roesski poet v gostjach oe Kitaja [Een Russische dichter te gast in China] (Den Haag, 1989) = Русский поэт в гостях у Китая: 1920—1952. Сб. стихотворений / Edited and with an Introduction and Notes by Jan Paul Hinrichs. — The Hague: Leuxenhoff Publishing, 1989. (Russian Emigré Literature in the Twentieth Century: Studies and Texts. Vol. 4.)
- Sobranije sotsjinenij [Verzameld werk] (Moskou 2018- ) = Собрание сочинений: В 3 т. / Сост., подгот. текста, коммент. В.А. Резвого. — М.: Престиж Бук, 2018. (Серия «Золотой Серебряный век»): T. 1. Три родины: Стихотворения и поэмы, T. 2 Кн. 1. Заблудившийся аргонавт: Стихотворения и поэмы, T. 2 Кн. 2. В час последний: Стихотворения и поэмы [T. 3: nog niet verschenen].

#### Memoires
- Russian Poetry and Literary Life in Harbin and Shanghai, 1930-1950. The Memoirs of Valerij Perelešin, ed. in Russian and with an Introduction and Notes by Jan Paul Hinrichs (Amsterdam: Rodopi, 1987).
- Russian literary and ecclesiastical life in Manchuria and China from 1920 to 1952 : unpublished memoirs of Valerij Perelešin, ed. by Thomas Hauth (The Hague: Leuxenhoff, 1996).

#### Vertalingen
- Samuel Taylor Coleridge, Skazanie starogo morjaka [The rhyme of the ancient mariner] (Harbin, 1940) = Кольридж С. Т. Сказание старого моряка / Пер. Валерия Перелешина. — Харбин: Заря, 1940.
- Stichi na vejere [Gedichten op een waaier] (Frankfurt am Main, 1970) = Стихи на веере: Антология китайской классической поэзии. — Франкфурт-на-Майне: Посев, 1970.
- Qu Yuan, Li Sao [Li Sao] (Frankfurt am Main, 1975) = Цюй Юань. Ли Сао / Поэма в стихотворном переводе Валерия Перелешина с китайского оригинала. — Франкфурт-на-Майне: Посев, 1975.
- Joezjny krest [Zuiderkruis. Anthologie van Braziliaanse poëzie] (Frankfurt am Main, 1978) = Южный крест: Антология бразильской поэзии. — Франкфурт-на-Майне: Посев, 1978.
- Tao Te Ching [Tao Te Ching] (Moskou, 1994) = Дао дэ цзин / Пер. с кит. Валерия Перелешина. — М.: Фирма «КОНЁК», 1994.
- Lao Zi, Tao Te Ching (Moskou, 2000) = Лао-цзы. Дао дэ цзин: Поэма / Пер. с кит. В. Ф. Перелешина; Послесл. Д. Н. Воскресенского. — М.: Время, 2000.

#### Boeken in het Portugees
- Valério Pereliéchin, Nos odres velhos (Rio de Janeiro: Achiamé, 1983).
- Mikhail Kuzmin,  Cánticos de Alexandria, vert. Valério Pereliechin &. H. Marques Passos [= Кузмин М. Александрийские песни] (Rio de Janeiro: Anima, 1986).

#### Vertalingen in het Nederlands
- Valeri Perelesjin, Vanuit de verte, vert. Jan Paul Hinrichs (Leiden: De Lantaarn, 1985, 19862, 19863).
- Valeri Perelesjin, Drie vaderlanden, vert. Jan Paul Hinrichs (Maastricht: Huis clos, 1986).
- Valeri Perelesjin, Dag en nacht: vijf verzen uit Ariël, vert. Jan Paul Hinrichs (Utrecht: Hugin & Munin, 2010).
- Europese nacht. Negen Russische dichters, vert. Jan Paul Hinrichs (Flanor, 2019 [=4de druk; 1ste druk Gerards, 1983]). Gedichten van Valeri Perelesjin: pp. 54-59.

## Tentoonstellingen
- Dichter met drie vaderlanden. Valerij Perelešin, brieven en documenten. Leiden, Universiteitsbibliotheek, 7 mei - 12 juni 1986.
- Dichters van Russisch China. Rondom het archief van Valerij Perelešin. Leiden, Universiteitsbibliotheek, 21 november - 20 december 1997.